# 秦望山 (上海市)
秦望山，是上海市金山区的山峰，传说秦始皇曾登此山望海，因而得名。又名白善山、秦山、秦驻山。海拔30.5米。旧志载有仙人洞、飞来石、老人峰、石马磴、翠微峰、白龙洞、龙游洞、试剑石等“秦山八景”。